# ウリケ・シェーデ
ウリケ・シェーデ（Ulrike Schaede、1962年 - ）はドイツ人経営学者。専門は日本企業の企業戦略。カリフォルニア大学サンディエゴ校教授。大平正芳記念賞受賞。

## 人物
ドイツ出身。ライン・フリードリヒ・ヴィルヘルム大学ボンで日本語を学んで卒業後、一橋大学大学院博士課程を経て、1989年フィリップ大学マールブルクにて日本学と経済学を専攻して最優等でPh.D.を取得。
一橋大学経済研究所客員助教授、カリフォルニア大学バークレー校ハース・ビジネススクール客員准教授、ハーバード大学ハーバード・ビジネス・スクール客員准教授等を経て、2008年からカリフォルニア大学サンディエゴ校国際政策・戦略研究大学院（GPS）教授。サンディエゴと日本をつなぐ研究所「Japan Forum for Innovation and Technology (JFIT)」のディレクター。
専門は日本企業の企業戦略で、日本銀行金融研究所客員研究員、三菱総合研究所アドバイザーなども務めた。2022年大平正芳記念賞受賞。

## 著書
- Choose and Focus: Japan’s Business Strategies for the 21st Century. Cornell University Press. (2008)
- Japan’s Managed Globalization: Adapting to the 21st Century. co-edited with William W. Grimes. (2003)
- Cooperative Capitalism: Self-Regulation, Trade Associations, and the Antimonopoly Law in Japan. Oxford University Press. (2000)
- Der neue japanische Kapitalmarkt – Finanzfutures in Japan [The New Japanese Capital Market – Financial Futures in Japan]. (1990) (in German).
- Geldpolitik in Japan 1950–1985 [Monetary Policy in Japan 1950–1985]. (1989) (in German).
- 再興 THE KAISHAー日本のビジネス・リインベンション (2022）